# John Wollaston (peintre)
Pour les articles homonymes, voir Wollaston.
John Wollaston (actif entre 1742 et 1775) était un peintre anglais spécialisé dans les portraits. Il importa en Amérique le style rococo géorgien caractérisé par la grâce et la légèreté. 

## Galerie

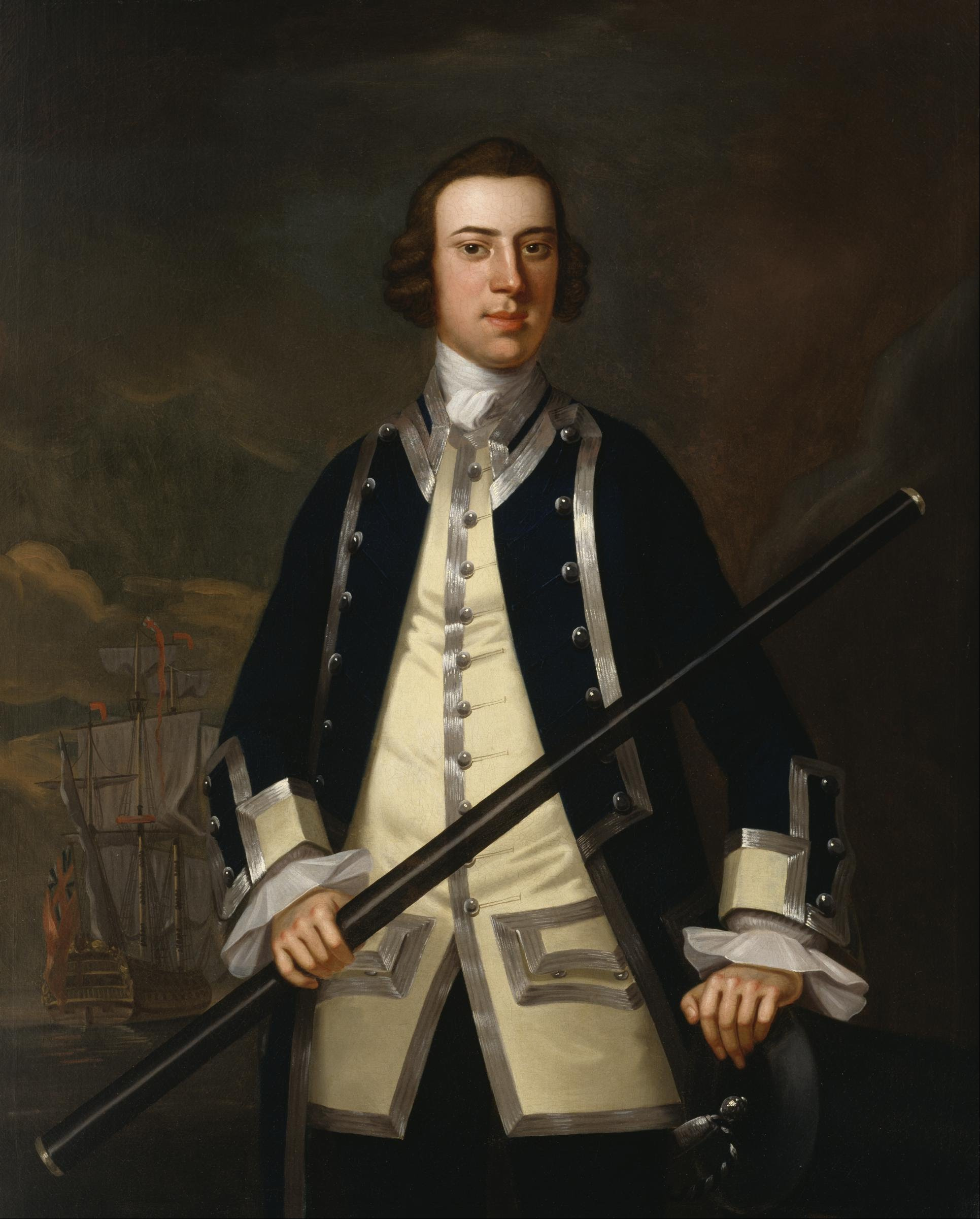
Portrait of a Naval Officer, Known as Augustus Keppel
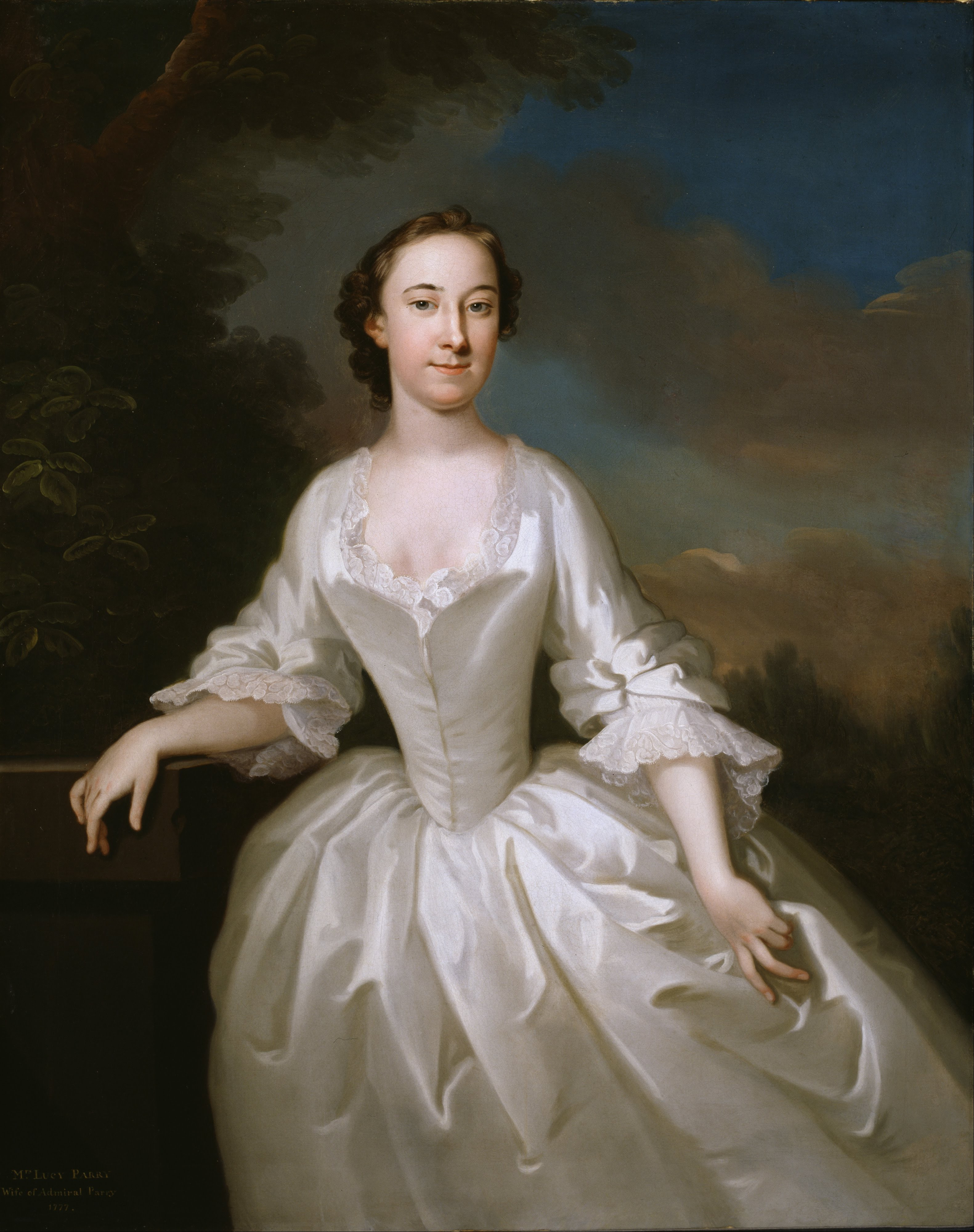
Portrait of Lucy Parry, Wife of Admiral Parry
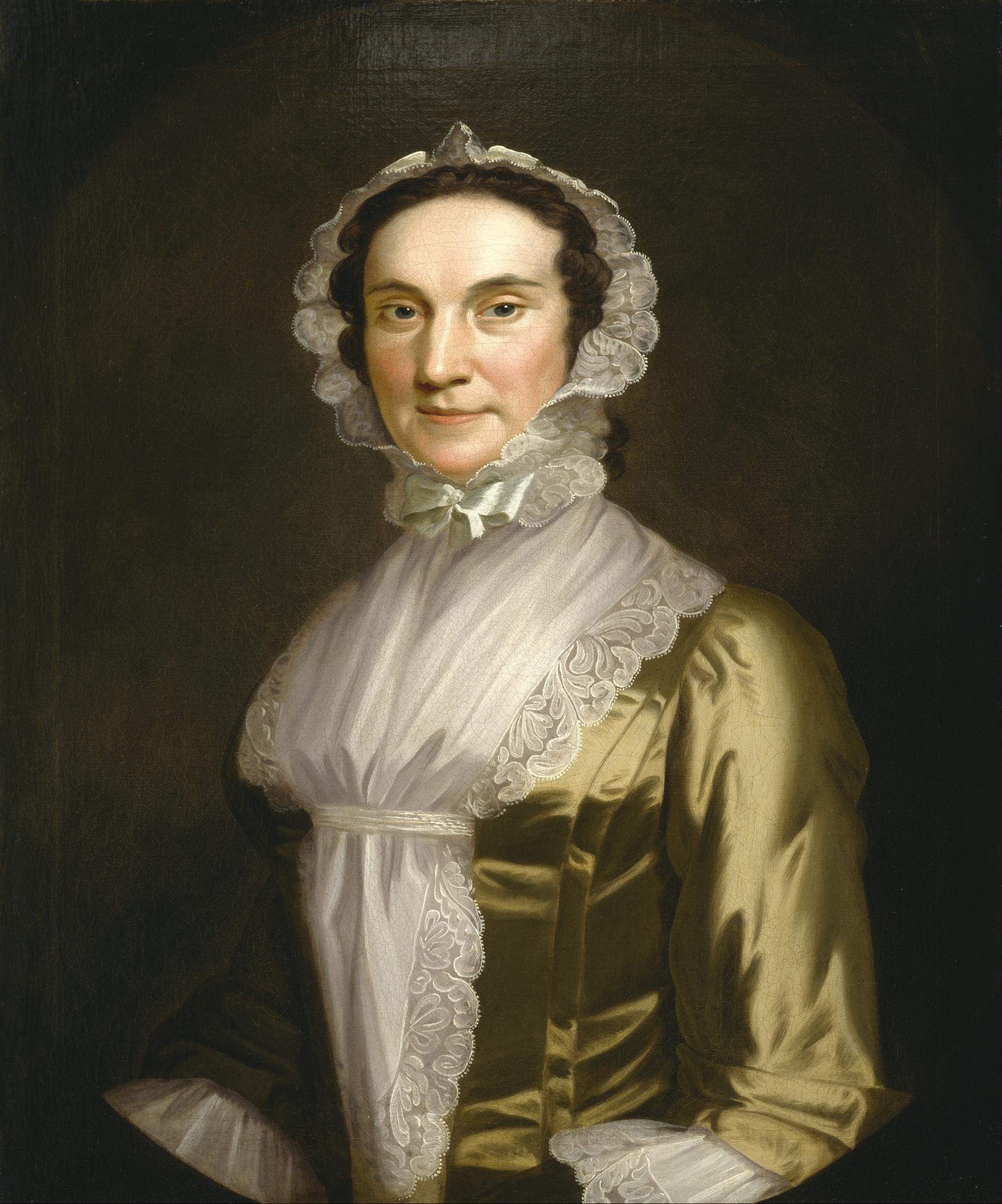
Portrait of Mrs. Richard Nichols
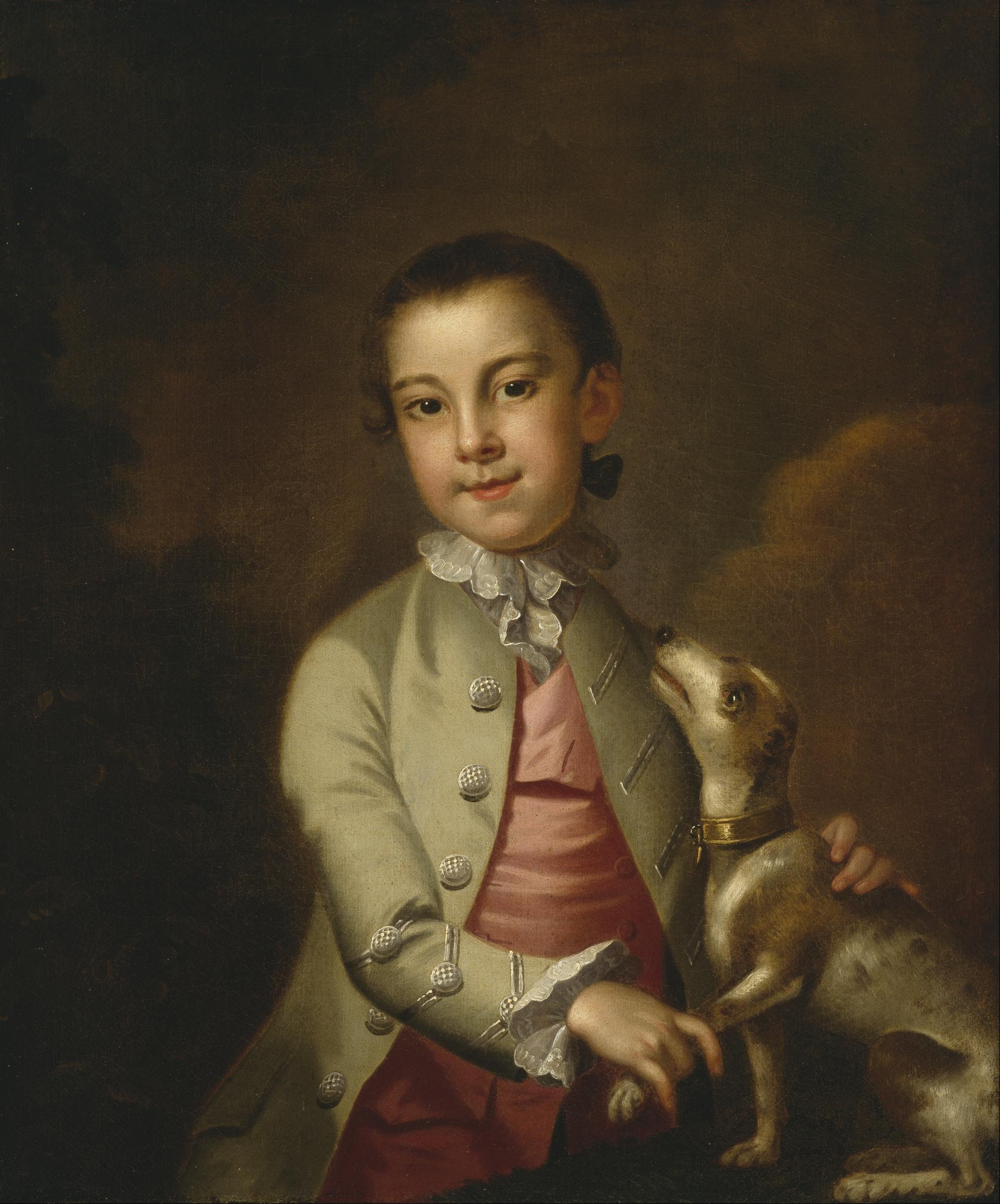
Portrait of William Holmes